# Luz Gómez García
Luz Gómez García (Madrid, 1967) es una arabista española; es catedrática de Estudios Árabes e Islámicos de la Universidad Autónoma de Madrid (UAM).

## Trayectoria académica
Doctora en Filología Árabe por la UAM, amplió estudios en la American University de El Cairo. Ha investigado en el CEDEJ (Centre d’études et de documentation économiques, juridiques et sociales) de El Cairo, en el IFEAD (Institut Français d’Etudes Arabes de Damas), actualmente llamado IFPO (Institut Français du Proche-Orient), y ha sido visiting scholar en la Universidad de Columbia (Nueva York). Ha sido profesora titular de Estudios Árabes de la Universidad de Alicante, profesora titular de Traducción de la misma universidad y profesora titular de Estudios Árabes e Islámicos de la UAM. En la actualidad es catedrática de Estudios Árabes e Islámicos de la UAM.

## Obra
Sus dos campos de trabajo principales son el estudio del islam y del islamismo y la traducción de poesía árabe. En el primero, se ha centrado en el estudio de las conexiones y disfunciones entre los discursos islámico e islamista, tanto en casos concretos, por ejemplo en la obra del pensador egipcio Adil Huséin, como en un marco general. 
En el segundo, destacan sus traducciones del poeta palestino Mahmud Darwish, que han cimentado el reconocimiento de la obra de este autor en España. Ha trabajado también en el concepto de seguridad humana aplicado a la memoria cultural palestina y en la transformación conceptual del feminismo según el marco cultural.

## Publicaciones
Libros
- Palestina: heredar el futuro, Madrid, Catarata, 2024.
- Salafismo. La mundanidad de la pureza, Madrid, Catarata, 2021.
- Islam y desposesión. Resignificar la pertenencia (ed.), Madrid, Ediciones del Oriente y del Mediterráneo, 2019.
- Entre la sharía y la yihad. Una historia intelectual del islamismo, Madrid, Catarata, 2018.
- Diccionario de islam e islamismo, Madrid, Espasa, 2009 (nueva edición, ampliada y actualizada: Madrid, Trotta, 2019).
- ReSisters in Conversation: Representation Responsibility Complexity Pedagogy (con Giovanna Covi et al.), York, Raw Nerve Books, 2006.
- Literatura árabe anotada (1967-1998). Cuaderno de traducción (con E. Lapiedra), Alicante, Universidad de Alicante, 1999.[3]
- Marxismo, islam e islamismo: el proyecto de Adil Huséin, Madrid, CantArabia, 1996.

Artículos
- Ha publicado artículos de investigación o de divulgación en Revista de Occidente, Miscelánea de Estudios Árabes y Hebraicos, Revista de Estudios de Asia y África, Awraq, Nación Árabe, Afkar/Ideas, Das Argument, Moyen-Orient, Confluences Méditerranée, Religion Compass y en los diarios El País y el diario.es.

Edición y traducción de literatura
- Mahmud Darwish: Contrapunto, Barcelona, Galaxia Gutenberg, 2025.
- Mahmud Darwish: Entre Rita y mis ojos, un fusil, Barcelona, Poesía Portátil, Penguin Random House, 2024.
- Luz Gómez: Palestina/48. Poemas del Interior, Guadarrama, Ediciones del Oriente y del Mediterráneo, 2024.
- Mahmud Darwish: ¿Por qué has dejado solo al caballo? - Estado de sitio, Madrid, Cátedra, 2023.
- Mahmud Darwish: El poeta troyano. Conversaciones sobre la poesía, Guadarrama, Ediciones del Oriente y del Mediterráneo, 2023.
- Sargon Boulus: Otro hueso para el perro de la tribu, Guadarrama, Ediciones del Oriente y del Mediterráneo, 2021.
- Abbas Beydoun: Un minuto de retraso sobre lo real, Madrid, Vaso Roto, 2012.
- Mahmud Darwix: La huella de la mariposa. Diario (verano 2006-verano 2007), Valencia, Pre-Textos, 2013.
- Mahmud Darwix: En presencia de la ausencia, prólogo de Jorge Gimeno, Valencia, Pre-Textos, 2011.
- Mahmud Darwix: Como la flor del almendro o allende, Valencia, Pre-Textos, 2009.
- Mahmud Darwix: Poesía escogida (1966-2005), Valencia, Pre-Textos, 2008.
- Mahmud Darwish: 21 poemas, Madrid, Residencia de Estudiantes, 2006.
- Mahmud Darwix: Estado de sitio, Madrid, Cátedra, 2002.
- Mahmud Darwix: El fénix mortal, Madrid, Cátedra, 2000.
- Gibrán Jalil Gibrán: Estancias, Valencia, Pre-Textos, 2005.
- Bajo la Ocupación. Relatos palestinos, prólogo de José Saramago, Málaga, Diputación de Málaga, 2003.
- Abd al-Rahmân Yâgî, Factores determinantes del renacimiento cultural palestino, Madrid, CantArabia, 1993.

## Premios
- Premio Nacional de Traducción por su trabajo En presencia de la ausencia, de Mahmud Darwix (Pre-Textos, 2011).[4]